# Förderpreis für Literatur der Landeshauptstadt Düsseldorf
Der von der Stadt Düsseldorf gestiftete Förderpreis für Literatur wird seit 1972 durch den Rat der Landeshauptstadt aufgrund der Entscheidungen der Preisgerichte verliehen.

## Preisgeld
Der Preis ist mit 6.000 Euro (bis 2022: 4.000 Euro) pro Person dotiert; auch dann, wenn zwei Preisträger geehrt werden.

## Verleihungskriterien
Der Preis für Literatur der Stadt Düsseldorf wird einmal im Jahr an Künstler und Gruppen, insbesondere der Bereiche Dichtung, Schriftstellerei, Kritik, Übersetzung vergeben. Die Förderpreise werden sowohl für eine einzige künstlerische Leistung als auch für die bisherige Gesamtleistung eines Künstlers verliehen, deren bzw. dessen weitere Entwicklung eine Förderung verdient.
Voraussetzung für die Auszeichnung ist, dass zwischen dem Künstler bzw. der Gruppe und der Stadt Düsseldorf eine wirkliche Beziehung besteht, die durch Ausbildung, Tätigkeit, Wohnsitz oder sonstige Bindung nachgewiesen werden kann.
Eine nochmalige Verleihung des Preises an denselben Künstler ist zulässig, wenn zwischen den Verleihungen ein Zeitraum von mindestens fünf Jahren liegt.

## Preisträger
- 2024:	Sebastian Brück, Autor und Journalist; Oliver Schlick, Autor[2]
- 2023:	Alexandra Berlina, Übersetzerin; Dietlind Falk, Übersetzerin und Autorin[3]
- 2022:	Vera Vorneweg, Autorin
- 2021:	Jana Buch, Autorin
- 2020:	Pearl Seemann, Autor
- 2019:	In diesem Jahr nicht vergeben
- 2018:	Tobias Steinfeld, Autor
- 2017:	Marlene Röder, Autorin
- 2016:	Lea Beiermann, Autorin
- 2015:	Dorian Steinhoff, Autor
- 2014:	David Finck, Autor
- 2013:	Hannah Dübgen, Autorin
- 2012:	Axel von Ernst, Autor
- 2011: Philipp Holstein, Kritiker
- 2010: Vera Elisabeth Gerling, Übersetzerin
- 2009: Alexander Konrad, Autor und Übersetzer
- 2008: Reglindis Rauca, Autorin
- 2007: Pia Helfferich, Autorin
- 2006: Sabine Klewe, Schriftstellerin
- 2005: Angela Litschev, Lyrikerin
- 2004: Peter Philipp †, Schriftsteller
- 2003: Frank Schablewski, Autor
- 2002: Philipp Schiemann, Autor
- 2001: Martin Baltscheit, Autor
- 2000: Silvia Kaffke, Autorin
- 1999: Pamela Granderath, Autorin
- 1998: Alexander Nitzberg, Autor
- 1997: Saskia Fischer, Autorin
- 1996: Barbara Bongartz, Autorin
- 1995: Thomas Hoeps, Autor / Lyriker
- 1994: Caroline Ebner, Schauspielerin / Wolfram Goertz, Kritiker
- 1993: Peter Bamler, Schauspieler / Karin Beier, Regisseurin
- 1992: Kai Metzger, Schriftsteller / André Ronca †, Schriftsteller
- 1991: Isabell Lorenz, Übersetzerin / V.E.V.-Kabarett
- 1990: Jens Berthold †, Schauspieler
- 1989: Daniela El Aidi, Mime / Kajo Scholz †, Lyriker
- 1988: Claudia Schaller, Schriftstellerin / Hubert Winkels, Autor und Journalist
- 1987: Barbara Zimmermann, Kinder- und Jugendbuchautorin / Heinz-Norbert Jocks, Journalist
- 1986: Georg Heinzen, Uwe Koch, Autoren / Thomas Kling †, Autor
- 1985: Liane Dirks, Schriftstellerin / Ulrich Matthes, Schauspieler
- 1984: Helga Lippelt, Schriftstellerin / Arpàd Kraupa, Schauspieler
- 1983: Krista Posch, Schauspielerin / Anton Bachleitner, Spielleiter
- 1982: Jhawemirc-Theatergruppe / Raimund Hoghe, Schriftsteller
- 1981: Bernd Jeschek, Schauspieler / Dorothée Haeseling, Schriftstellerin
- 1980: Markus Völlenklee, Schauspieler / Detlef Wolters, Schriftsteller
- 1979: Doris Wolf, Amateurtheater „bühne 79“ / Jens Prüss, Schriftsteller
- 1978: Charlotte Schwab, Schauspielerin / Wolfgang Weck †, Schriftsteller
- 1977: Peter K. Kirchhof, Schriftsteller / Udo Samel, Schauspieler
- 1976: Jutta Hahn, Schauspielerin / Niklas Stiller, Literat
- 1975: Gerhild Didusch, Schauspielerin / Winfried Zangerle †, Puppenspieler
- 1974: Marianne Hoika, Schauspielerin / Barbara Ming-Mandok, Schriftstellerin
- 1973: Ilse Ritter, Schauspielerin / Karin Stobbe geb. Struck, Schriftstellerin
- 1972: Ferdinand Kriwet, Schriftsteller / Wolf Seesemann, Regisseur